# Súlyemelés a 2000. évi nyári olimpiai játékokon
A 2000. évi nyári olimpiai játékokon a súlyemelésben nyolc férfi súlycsoportban avattak olimpiai bajnokot. Ezen az olimpián először nőknek is rendeztek versenyszámokat, összesen hét súlycsoportban.

## Éremtáblázat
(Magyarország eltérő háttérszínnel, az egyes számoszlopok legmagasabb értéke, illetve értékei vastagítással kiemelve.)
| A 2000. évi nyári olimpiai játékok éremtáblázata súlyemelésben | A 2000. évi nyári olimpiai játékok éremtáblázata súlyemelésben | A 2000. évi nyári olimpiai játékok éremtáblázata súlyemelésben | A 2000. évi nyári olimpiai játékok éremtáblázata súlyemelésben | A 2000. évi nyári olimpiai játékok éremtáblázata súlyemelésben | Olimpia  |
| -------------------------------------------------------------- | -------------------------------------------------------------- | -------------------------------------------------------------- | -------------------------------------------------------------- | -------------------------------------------------------------- | -------- |
|                                                                | Ország                                                         | Arany                                                          | Ezüst                                                          | Bronz                                                          | Összesen |
| 1.                                                             | Kína (CHN)                                                     | 5                                                              | 1                                                              | 1                                                              | 7        |
| 2.                                                             | Görögország (GRE)                                              | 2                                                              | 2                                                              | 1                                                              | 5        |
| 3.                                                             | Irán (IRI)                                                     | 2                                                              | 0                                                              | 0                                                              | 2        |
| 4.                                                             | Bulgária (BUL)                                                 | 1                                                              | 2                                                              | 0                                                              | 3        |
| 5.                                                             | Egyesült Államok (USA)                                         | 1                                                              | 0                                                              | 1                                                              | 2        |
| 6.                                                             | Kolumbia (COL)                                                 | 1                                                              | 0                                                              | 0                                                              | 1        |
| 6.                                                             | Horvátország (CRO)                                             | 1                                                              | 0                                                              | 0                                                              | 1        |
| 6.                                                             | Mexikó (MEX)                                                   | 1                                                              | 0                                                              | 0                                                              | 1        |
| 6.                                                             | Törökország (TUR)                                              | 1                                                              | 0                                                              | 0                                                              | 1        |
|                                                                |                                                                |                                                                |                                                                |                                                                |          |
| 10.                                                            | Németország (GER)                                              | 0                                                              | 2                                                              | 0                                                              | 2        |
| 10.                                                            | Lengyelország (POL)                                            | 0                                                              | 2                                                              | 0                                                              | 2        |
| 12.                                                            | Indonézia (INA)                                                | 0                                                              | 1                                                              | 2                                                              | 3        |
| 12.                                                            | Oroszország (RUS)                                              | 0                                                              | 1                                                              | 2                                                              | 3        |
| 14.                                                            | Tajvan (TPE)                                                   | 0                                                              | 1                                                              | 1                                                              | 2        |
| 15.                                                            | Magyarország (HUN)                                             | 0                                                              | 1                                                              | 0                                                              | 1        |
| 15.                                                            | Nigéria (NGR)                                                  | 0                                                              | 1                                                              | 0                                                              | 1        |
| 15.                                                            | Észak-Korea (PRK)                                              | 0                                                              | 1                                                              | 0                                                              | 1        |
|                                                                |                                                                |                                                                |                                                                |                                                                |          |
| 18.                                                            | Fehéroroszország (BLR)                                         | 0                                                              | 0                                                              | 2                                                              | 2        |
| 19.                                                            | Thaiföld (THA)                                                 | 0                                                              | 0                                                              | 1                                                              | 1        |
| 19.                                                            | Grúzia (GEO)                                                   | 0                                                              | 0                                                              | 1                                                              | 1        |
| 19.                                                            | India (IND)                                                    | 0                                                              | 0                                                              | 1                                                              | 1        |
| 19.                                                            | Katar (QAT)                                                    | 0                                                              | 0                                                              | 1                                                              | 1        |
| 19.                                                            | Örményország (ARM)                                             | 0                                                              | 0                                                              | 1                                                              | 1        |
|                                                                |                                                                |                                                                |                                                                |                                                                |          |
| Összesen                                                       | Összesen                                                       | 15                                                             | 15                                                             | 15                                                             | 45       |

## Férfiak

### Éremtáblázat
(A táblázatokban a hazai és a magyar csapat eltérő háttérszínnel, az egyes számoszlopok legmagasabb értéke, vagy értékei vastagítással kiemelve.)
| A 2000. évi nyári olimpiai játékok éremtáblázata férfi súlyemelésben | A 2000. évi nyári olimpiai játékok éremtáblázata férfi súlyemelésben | A 2000. évi nyári olimpiai játékok éremtáblázata férfi súlyemelésben | A 2000. évi nyári olimpiai játékok éremtáblázata férfi súlyemelésben | A 2000. évi nyári olimpiai játékok éremtáblázata férfi súlyemelésben | Olimpia  |
| -------------------------------------------------------------------- | -------------------------------------------------------------------- | -------------------------------------------------------------------- | -------------------------------------------------------------------- | -------------------------------------------------------------------- | -------- |
|                                                                      | Ország                                                               | Arany                                                                | Ezüst                                                                | Bronz                                                                | Összesen |
| 1.                                                                   | Görögország (GRE)                                                    | 2                                                                    | 2                                                                    | 0                                                                    | 4        |
| 2.                                                                   | Irán (IRI)                                                           | 2                                                                    | 0                                                                    | 0                                                                    | 2        |
| 3.                                                                   | Bulgária (BUL)                                                       | 1                                                                    | 2                                                                    | 0                                                                    | 3        |
| 4.                                                                   | Kína (CHN)                                                           | 1                                                                    | 1                                                                    | 1                                                                    | 3        |
| 5.                                                                   | Horvátország (CRO)                                                   | 1                                                                    | 0                                                                    | 0                                                                    | 1        |
| 5.                                                                   | Törökország (TUR)                                                    | 1                                                                    | 0                                                                    | 0                                                                    | 1        |
|                                                                      |                                                                      |                                                                      |                                                                      |                                                                      |          |
| 7.                                                                   | Németország (GER)                                                    | 0                                                                    | 2                                                                    | 0                                                                    | 2        |
| 8.                                                                   | Lengyelország (POL)                                                  | 0                                                                    | 1                                                                    | 0                                                                    | 1        |
|                                                                      |                                                                      |                                                                      |                                                                      |                                                                      |          |
| 9.                                                                   | Fehéroroszország (BLR)                                               | 0                                                                    | 0                                                                    | 2                                                                    | 2        |
| 9.                                                                   | Oroszország (RUS)                                                    | 0                                                                    | 0                                                                    | 2                                                                    | 2        |
| 11.                                                                  | Grúzia (GEO)                                                         | 0                                                                    | 0                                                                    | 1                                                                    | 1        |
| 11.                                                                  | Katar (QAT)                                                          | 0                                                                    | 0                                                                    | 1                                                                    | 1        |
| 11.                                                                  | Örményország (ARM)                                                   | 0                                                                    | 0                                                                    | 1                                                                    | 1        |
|                                                                      |                                                                      |                                                                      |                                                                      |                                                                      |          |
| Összesen                                                             | Összesen                                                             | 8                                                                    | 8                                                                    | 8                                                                    | 24       |

### Érmesek
| A 2000. évi nyári olimpiai játékok férfi érmesei súlyemelésben |                                                                    |                                                                 |                                                                   |
| Versenyszám                                                    | Arany                                                              | Ezüst                                                           | Bronz                                                             |
| 56 kg                                                          | Halil Mutlu · Törökország (TUR) · (137.5+167.5,VCS=305 kg VCS)     | Vu Ven-hsziung · Kína (CHN) · (125+162.5=287.5 kg)              | Csang Hsziang-hsziang · Kína (CHN) · (125+162.5=287.5 kg)         |
| 62 kg                                                          | Nikolaj Pešalov · Horvátország (CRO) · (150+175=325 kg)            | Leonídasz Szambánisz · Görögország (GRE) · (147.5+170=317.5 kg) | Henadz Aljascsuk · Fehéroroszország (BLR) · (142.5+175=317.5 kg)  |
| 69 kg                                                          | Galabin Boevszki · Bulgária (BUL) · (162.5+195-196.5,VCS=357.5 kg) | Georgi Markov · Bulgária (BUL) · (165,VCS+187.5=352.5 kg)       | Szjarhej Lavrenav · Fehéroroszország (BLR) · (157.5+182.5=340 kg) |
| 77 kg                                                          | Csan Hszü-kang · Kína (CHN) · (160+207.5=367.5 kg)                 | Víktor Mítru · Görögország (GRE) · (165+202.5=367.5 kg)         | Arszen Melikjan · Örményország (ARM) · (167.5+197.5=365 kg)       |
| 85 kg                                                          | Pírosz Dímasz · Görögország (GRE) · (175+215=390 kg)               | Marc Huster · Németország (GER) · (177.5+212.5=390 kg)          | Giorgi Aszanidze · Grúzia (GEO) · (180+210=390 kg)                |
| 94 kg                                                          | Kahi Kahiasvili · Görögország (GRE) · (185+220=405 kg)             | Szymon Kołecki · Lengyelország (POL) · (182.5+222.5=405 kg)     | Alekszej Petrov · Oroszország (RUS) · (180+222.5=402.5 kg)        |
| 105 kg                                                         | Hoszejn Tavakoli · Irán (IRI) · (190+235=425 kg)                   | Alan Cagaev · Bulgária (BUL) · (187.5+235=422.5 kg)             | Szaad Szajf Aszaad · Katar (QAT) · (190+230=420 kg)               |
| +105 kg                                                        | Hoszejn Rezázáde · Irán (IRI) · (212.5,VCS+260=472.5 kg VCS)       | Ronny Weller · Németország (GER) · (210+257.5=467.5 kg)         | Andrej Csemerkin · Oroszország (RUS) · (202.5+260=462.5 kg)       |

## Nők

### Éremtáblázat
| A 2000. évi nyári olimpiai játékok éremtáblázata női súlyemelésben | A 2000. évi nyári olimpiai játékok éremtáblázata női súlyemelésben | A 2000. évi nyári olimpiai játékok éremtáblázata női súlyemelésben | A 2000. évi nyári olimpiai játékok éremtáblázata női súlyemelésben | A 2000. évi nyári olimpiai játékok éremtáblázata női súlyemelésben | Olimpia  |
| ------------------------------------------------------------------ | ------------------------------------------------------------------ | ------------------------------------------------------------------ | ------------------------------------------------------------------ | ------------------------------------------------------------------ | -------- |
|                                                                    | Ország                                                             | Arany                                                              | Ezüst                                                              | Bronz                                                              | Összesen |
| 1.                                                                 | Kína (CHN)                                                         | 4                                                                  | 0                                                                  | 0                                                                  | 4        |
| 2.                                                                 | Egyesült Államok (USA)                                             | 1                                                                  | 0                                                                  | 1                                                                  | 2        |
| 3.                                                                 | Kolumbia (COL)                                                     | 1                                                                  | 0                                                                  | 0                                                                  | 1        |
| 3.                                                                 | Mexikó (MEX)                                                       | 1                                                                  | 0                                                                  | 0                                                                  | 1        |
| 5.                                                                 | Indonézia (INA)                                                    | 0                                                                  | 1                                                                  | 2                                                                  | 3        |
| 6.                                                                 | Tajvan (TPE)                                                       | 0                                                                  | 1                                                                  | 1                                                                  | 2        |
| 7.                                                                 | Észak-Korea (PRK)                                                  | 0                                                                  | 1                                                                  | 0                                                                  | 1        |
| 7.                                                                 | Lengyelország (POL)                                                | 0                                                                  | 1                                                                  | 0                                                                  | 1        |
| 7.                                                                 | Magyarország (HUN)                                                 | 0                                                                  | 1                                                                  | 0                                                                  | 1        |
| 7.                                                                 | Nigéria (NGR)                                                      | 0                                                                  | 1                                                                  | 0                                                                  | 1        |
| 7.                                                                 | Oroszország (RUS)                                                  | 0                                                                  | 1                                                                  | 0                                                                  | 1        |
| 12.                                                                | Görögország (GRE)                                                  | 0                                                                  | 0                                                                  | 1                                                                  | 1        |
| 12.                                                                | India (IND)                                                        | 0                                                                  | 0                                                                  | 1                                                                  | 1        |
| 12.                                                                | Thaiföld (THA)                                                     | 0                                                                  | 0                                                                  | 1                                                                  | 1        |
|                                                                    |                                                                    |                                                                    |                                                                    |                                                                    |          |
| Összesen                                                           | Összesen                                                           | 7                                                                  | 7                                                                  | 7                                                                  | 21       |

### Érmesek
| A 2000. évi nyári olimpiai játékok női érmesei súlyemelésben |                                                             |                                                                 |                                                              |
| Versenyszám                                                  | Arany                                                       | Ezüst                                                           | Bronz                                                        |
| 48 kg                                                        | Tara Nott · Egyesült Államok (USA) · (82.5+102.5=185 kg )   | Raema Lisa Rumbewas · Indonézia (INA) · (80+105=185 kg)         | Sri Indriyani · Indonézia (INA) · (82.5+100=182.5 kg)        |
| 53 kg                                                        | Jang Hszia · Kína (CHN) · (100,VCS+125,VCS=225 kg VCS)      | Li Feng-jing · Tajvan (TPE) · (97.5+115=212.5 kg)               | Winarni Binti Slamet · Indonézia (INA) · (90+112.5=202.5 kg) |
| 58 kg                                                        | Soraya Jiménez · Mexikó (MEX) · (95+127.5=222.5 kg)         | I Szonghi · Észak-Korea (PRK) · (97.5+122.5=220 kg)             | Khassaraporn Suta · Thaiföld (THA) · (92.5+117.5=210 kg)     |
| 63 kg                                                        | Csen Hsziao-min · Kína (CHN) · (112.5,VCS+130=242.5 kg VCS) | Valentyina Popova · Oroszország (RUS) · (107.5+127.5=235 kg)    | Joána Hadziioánu · Görögország (GRE) · (97.5+125=222.5 kg)   |
| 69 kg                                                        | Lin Vej-ning · Kína (CHN) · (110+132.5=242.5 kg)            | Márkus Erzsébet · Magyarország (HUN) · (112.5,VCS+130=242.5 kg) | Karnam Malleszvári · India (IND) · (110+130=240 kg)          |
| 75 kg                                                        | María Isabel Urrutia · Kolumbia (COL) · (110+135=245 kg)    | Ruth Ogbeifo · Nigéria (NGR) · (105+140=245 kg)                 | Kuo Ji-hang · Tajvan (TPE) · (107.5+137.5=245 kg)            |
| +75 kg                                                       | Ting Mej-jüan · Kína (CHN) · (135,VCS+165,VCS=300 kg VCS)   | Agata Wróbel · Lengyelország (POL) · (132.5+162.5=295 kg)       | Cheryl Haworth · Egyesült Államok (USA) · (125+145=270 kg)   |

## Magyar részvétel
- Márkus Erzsébet Ezüstérem 69 kg (112.5 VCS-130=242.5 ECS)
- Likerecz Gyöngyi 5. hely 75 kg (105-122.5=227.5)
- Kovács Zoltán 6. hely 94 kg (180ocs-217.5=397.5ocs)
- Stark Tibor 8. hely +105 kg (195-230ocs=425ocs)
- Szik Melinda 9. hely +75 kg (105-122.5=227.5)
- Farkas Zoltán 10. hely 62 kg (132.5-155=287.5)
- Tamtom Péter 105 kg lökésben kiesett